# سامانثا نوبل
سامانثا نوبل (بالإنجليزية: Samantha Noble)‏ هي ممثلة أسترالية، ولدت في 15 مايو 1984 بأديلايد في أستراليا.

## أعمال

### أفلام
- (2006) سي نو إيفل

## وصلات خارجية
- سامانثا نوبل على موقع IMDb (الإنجليزية)
- سامانثا نوبل على موقع قاعدة بيانات الفيلم (الإنجليزية)